# إدواردو سارمينتو
إدواردو سارمينتو (بالإنجليزية: Eduardo Sarmiento) هو رسام كوبي وأمريكي، ولد في 1980 في مدينة سينفويغوس في كوبا.